# Brandon Jones
Brandon Jones, född 19 juli 1987, är en friidrottare från Belize. Han deltog vid olympiska sommarspelen 2016.